# Manuel Capdevila
Manuel Capdevila i Massana (Barcelona, 28 de diciembre de 1910 - 18 de abril de 2006) fue un pintor y orfebre catalán, hijo del orfebre Joaquín Capdevila y Meya y padre del también orfebre Joaquim Capdevila y Gaya.

## Biografía

### Formación
En 1925 comienza su formación en el taller de la sociedad paterna formada por Artur Roig y su padre Joaquim Capdevila i Meya, en la calle Doctor Dou de Barcelona. Paralelamente asiste a las clases del Francesc d'Assís Galí y de Feliu Elias en el Ateneo Polytechnicum.
Un año más tarde hace su primera estancia en París, donde entra en contacto con el vanguardismo. Recorre diferentes museos de la capital francesa y queda fuertemente impactado en el Museo de Luxemburgo por la pintura fovista de Maurice de Vlaminck y Georges Rouault ante la indiscriminada y salvaje aplicación del color, desvelando en él de manera inequívoca la vocación pictórica, que a partir de entonces se dedicaría con atención y entusiasmo a ella.
De regreso a Barcelona sigue con el oficio de joyero y con su pasión por la pintura. Se inscribe en el FAD, inicialmente Fomento de las Artes Decorativas y actualmente Fomento de las Artes y del Diseño, como socio en 1926 y se convierte en miembro activo.

### Primeras exposiciones y París
De 1933 a 1936 expone sus primeras pinturas colectivamente en el Salón de Montjuïc. En 1934 hace su primera exposición individual de pintura en la Galería Syra de Barcelona y como joyero recibe el encargo de construir en colaboración con el escultor Charles Collet la Medalla Pectoral de Oro, símbolo del Presidente del Tribunal de Casación de Cataluña (actualmente expuesta en el Museo de Historia de Cataluña). Durante esta época ocupa los cargos de Vicesecretario del FAD (1933-1934) y posteriormente Vocal del Consejo Directivo (1934 -1936).
Toma parte en 1936 en el Primer Salón de Decoradores de Barcelona y como orfebre es invitado a participar en la VI Triennale di Milano.
Durante los años de la guerra civil española reside en París donde consigue exponer su pintura en la Galería Kleiman en los años 1936 y 1938. Conocedor de las diferentes corrientes artísticas lleva a cabo la realización de la colección de una serie de seis broches de plata con laca japonesa, aplicada por Ramon Sarsanedas, de connotación surrealista, expuestos en el Salon d'Automne celebrado en la capital francesa en 1938, entre los que cabe destacar el nombrado La España recogida, actualmente en el Museo Nacional de Arte de Cataluña.

### Retorno a Barcelona
De vuelta a Barcelona en 1939 inicia la reconstrucción y ampliación del taller familiar, dañado durante la guerra, y asume la dirección artística. Lleva a cabo un delicado repertorio floral, rosas, flores de nieve, amapolas, junto con otras joyas de sabor austero y sutil. El obstinado afán por renovar la joyería imperante en la década de los cincuenta, la constancia en la experimentación con diferentes elementos minuciosamente recolectados en plena naturaleza, guijarros, ramitas de madera, conchas, fósiles, casi en estado puro, servirán para construir unas joyas innovadoras, exuberantes y sencillas.
En esta época perfecciona su técnica como orfebre, participando en numerosas exposiciones de joyería y pintura promovidas desde el FAD, hasta que en 1944 imparte una lección magistral de Orfebrería y Joyería en la Cúpula del Coliseo de Barcelona.
En 1947 la Comisión Abat Oliba con motivo de las fiestas de Entronización de la Virgen de Montserrat le encomienda la realización de la que será su primera obra destinada al Monasterio de Montserrat, la «Lámpara del sardanismo». Posteriormente realizará otras muy significativas para el monasterio, entre las que destacan, las puertas del camarín de la Virgen, el frontal de altar, el baldaquín, el sagrario para la capilla del Santísimo así como numerosos objetos destinados al ajuar litúrgico.
Ese mismo año se convierte en socio fundador de El Salón de octubre, participando en todas las ediciones desde 1948 a 1957. De 1949 a 1950 forma parte del Grupo Lais.

### Renococimiento internacional
En 1950 es invitado al concurso The 1950 Pittsburgh International en el Carnegie Institute, Pensilvania, donde presenta la pintura El Sacerdote, que actualmente forma parte de la colección del MNAC. Un año más tarde el Museo de Arte Moderno de Panamá adquiere la obra Crisantemos.
Forma parte del Jurado del Premio Morera en 1953. Dos años más tarde firmó el manifiesto que redactó Alexandre Cirici, creando el Instituto del Diseño Industrial, como miembro de la Junta Directiva Gestora del IDIB.
A petición de Lluís Maria Güell, director de la Escuela Massana, asume la creación del Aula Abierta de joyería en 1959, desde donde conciencia a los alumnos a reflexionar y averiguar las nuevas posibilidades de la joyería contemporánea. Establece contactos con la Kunst Werkschule de Pforzheim, escuela pionera en los años sesenta de la nueva joyería artística. Propicia intercambios culturales entre los dos centros de pedagogía y en 1962 promueve desde la Escuela Massana la exposición de joyería de la Kunst Werkschule de Pforzheim.
En 1961 es invitado a participar en la International Exhibition Modern Jewellery, 1890 hasta 1961, organizada por el Victoria and Albert Museum de Londres junto con la Worshipful Company of Goldsmiths, celebrada en Goldsmiths'Halls de la misma ciudad.
En 1966 organiza en Barcelona, junto con Alexandre Cirici Pellicer, Antoni de Moragas y Cesáreo Rodríguez-Aguilera, la exposición Cien Años de Joyería Catalana, celebrada en el Colegio de Arquitectos de Cataluña y Baleares.
Este mismo año crea la distinción Premio Lletra d'Or, vigente actualmente. Asimismo crea la Medalla de la Asociación Española de Críticos de Arte con el fin de premiar la obra de artistas. Realiza las medallas otorgadas a Picasso, Miró, Chillida, Ortega Muñoz y Subirachs entre otros.
Sin embargo en 1967 en Múnich participa en la Internationalen Handwerkmesse en la exposición Form und Qualität. El Círculo de Joyeros de Barcelona ofrece un sagrario de plata para la capilla del Santísimo del Monasterio de Montserrat que se integra en el altar del escultor Josep Maria Subirachs, proyectado y realizado por Capdevila y en el que intervinieron sus hijos, Joaquín y Elisenda.

### Cesión del taller
En 1970 Capdevila cede la dirección del taller de joyería a su hijo Joaquim Capdevila i Gaya, para dedicarse de una manera más constante a la pintura. Aun así continúa trabajando con las joyas, como lo demuestra la realización de la Medalla President Macià encargada por la Generalidad de Cataluña en 1980. Este mismo año participa en la exposición Cien Años de Cultura Catalana organizada por el Patronato Nacional de Museos de Madrid.
Un año más tarde toma parte en las exposiciones La Catalogne Aujourd'hui celebrada en el Palacio de la UNESCO, en París, también en 1900-1980, 80 Años de Joyería y Orfebrería Catalanas, organizada por Orfebres FAD y la Obra Cultural de La Caixa presentada en Barcelona y Madrid.

### Homenajes
En 1986 recibe la Cruz de Sant Jordi otorgada por la Generalidad de Cataluña, y el Círculo de Joyeros de Barcelona y la Federación Catalana de Joyeros Orfebres y Relojeros le rinden un homenaje. Este año realiza la construcción de importantes piezas de orfebrería para la Parroquia de Nuestra Señora de Fátima de Granollers.
En 1991 es nombrado Socio de Honor del Conservatorio Superior de Música del Liceo.
En 1993 el Departamento de Cultura de la Generalidad de Catalunya organiza en el Palau Moja junto con la Sala Parés la exposición antológica de pintura y de orfebrería.
En 1994 es elegido Académico Honorífico de la Real Academia Catalana de Bellas Artes de San Jorge y en 1999 le es otorgada la Medalla de Oro al Mérito Artístico del Ayuntamiento de Barcelona.
En el año 2000 el Museo de Montserrat le rinde una exposición homenaje, Manuel Capdevila pintor + orfebre, y en 2006 poco antes de su traspaso presenta en la Sala Parés la última exposición, Tranfiguracions.

## Obra

### Pintura
La pintura inicial de Capdevila demuestra un trazo prudente y ligero, con un claro predominio de los ocres en los paisajes tempranos. Atraído por los fauvistas se adentra en la aventura de la aplicación del color. Sus pinceladas adquieren firmeza e intensidad a la vez que ganan en grosor y textura. A partir de la segunda mitad de los años cuarenta amplía el repertorio temático, imágenes y naturalezas muertas. Los paisajes adquieren una mayor complejidad constructiva con figuras y arquitecturas. Entrada la década de los setenta incorpora a su repertorio temático crónicas de viajes y críticas políticas y sociales. Los azules, verdes y rojos aplicados con rotundidad le acompañarán hasta la última obra.

### Orfebrería
Como joyero y orfebre, Capdevila presenta una propuesta manifiesta de renovación estética y conceptual que haga extensiva a la orfebrería civil y religiosa. convirtiéndose en una figura capital de la joyería internacional del siglo XX.

## Museos con su obra
Se pueden ver obras suyas en:
- Barcelona: Museo Nacional de Arte de Cataluña, Museo de Historia de Cataluña, Museo de las Artes Decorativas, Palacio de la Generalidad de Cataluña, Consorcio del Gran Teatre del Liceu, Palacio de la Música, Fomento de las Artes Decorativas
- Cataluña: Museo de Montserrat, Monasterio de Montserrat, Escolanía de Montserrat, Monasterio de Poblet, Fondo de Arte Francesc Galí, Colección del Banco de Sabadell, Colección de la Caja de Ahorros y Pensiones de Barcelona, Colección Mas-Sardà, Colección de Arte del Avui
- Resto de España: Museo Español de Arte Contemporáneo (Madrid), Museo Camón Aznar (Zaragoza), Museo del Paisaje Español Contemporáneo Antonio Povedano (Priego de Córdoba)
- América: Museo de Arte Moderno de Panamá

## Premios y reconocimientos
- 1950 - Premio Navidad, ex aequo con Ramón Rogent, de las Galerías Laeitanes, con la pintura Belén de la Virgen Blanca.
- 1950 - Accésit en el I Certamen del Condado de San Jorge.
- 1955 - Premio al mejor Paisaje en la III Bienal Hispanoamericana.
- 1967 - Medalla de Oro del Estado de Baviera
- 1967 - 1.er Premio y la Medalla de Oro en la IV Bienal de Arte de Zaragoza
- 1967 - 1.er Premio de Pintura con la Medalla de Oro en la Bienal Internacional del Deporte en las Bellas Artes, Zaragoza
- 1967 - Premio Reloj y Diploma de Honor.
- 1970 - Premio de Paisaje Estrada con la obra Primavera en el 1.er Concurso Nacional de Pintura pueblos y paisajes de Cataluña, en la Galería Mundi Art de Barcelona.
- 1986 - Cruz de Sant Jordi